# 埃瓦格里烏斯·龐帝古斯
埃瓦格里烏斯·彭提庫斯（希臘文：Εὐάγριος ὁ Ποντικός），又稱隱士埃瓦格里烏斯（公元345–399年），是一位來自小亞細亞比提尼亞海岸城市安納托利亞的基督教修士和禁欲主義者。他是四世紀後期教會中最具影響力的神學家之一，以其思想、優雅的演講和才華橫溢的寫作而聞名。他放棄了在君士坦丁堡前途光明的教會職業生涯，並前往耶路撒冷，於公元383年在魯芬努斯和長老梅拉尼亞的修道院成為修士。隨後，他前往埃及，在尼特里亞和克利亞度過了餘生，以多年苦行和寫作而著稱。他是當時幾位重要教會領袖的門徒，包括該撒利亞的巴西流、納西安的貴格利和埃及的馬卡里奧斯。他也教導了後來的聖人，如約翰·卡西安和加拉太的帕拉迪烏斯。

## 生平
關於埃瓦格里烏斯的生平有五個主要來源。首先，在希臘帕拉迪烏斯主教（約公元420年）的《勞西亞歷史》第38章中有他的傳記記載；帕拉迪烏斯是埃瓦格里烏斯的朋友和門徒，並在沙漠中與他共同生活了約九年。其次，在匿名的《關於埃及修士的探詢》中也有一章記述了埃瓦格里烏斯，該文早於帕拉迪烏斯，記述了394–395年冬天，七位來自巴勒斯坦的修士前往埃及主要修道場所的旅程。最後三個來源較簡短，且具有更明顯的偏見：埃瓦格里烏斯在部分《聖人箴言》文學中出現，也出現在蘇格拉底和索佐門的教會史中。
埃瓦格里烏斯出生於羅馬帝國晚期赫勒納龐圖省的小鎮伊博拉（今土耳其伊弗雷努埃，埃爾巴區）的一個基督教家庭。他在新凱撒利亞接受教育，並在偉大的巴西流之下被任命為講師。大約在公元380年，他加入納西安的貴格利在君士坦丁堡的教區，並被提升為執事。在貴格利於公元381年7月離開後，他繼續留在君士坦丁堡，最終成為總執事。當皇帝狄奧多西一世於381年召開第二次大公會議時，埃瓦格里烏斯儘管貴格利已提前離席，仍然出席了會議。
根據帕拉迪烏斯撰寫的傳記，君士坦丁堡提供了許多世俗誘惑，埃瓦格里烏斯因同僚的高度讚譽而滋生了虛榮心。最終，他對一位已婚婦女產生了愛慕之情。在誘惑之中，他據說有一次異象，夢見自己被婦女丈夫請求的官兵監禁。此異象和一位天使的警告促使他逃離了首都，前往耶路撒冷。
在耶路撒冷附近的一家修道院中，他短暫地與長老梅拉尼亞和阿奎利亞的魯芬努斯同住，但即使在那裡，他也無法擺脫虛榮和驕傲。他似乎特別注重服飾，並經常在國際化的聖城街頭閒逛。最終他病重，並在向梅拉尼亞訴說心中的困擾，接受其成為修士的指導後恢復了健康。公元383年，他在耶路撒冷成為修士，並於約公元385年加入下埃及尼特里亞的共同修道院，但數年後遷至克利亞。在那裡，他在亞歷山大的馬卡里奧斯和埃及的馬卡里烏斯（聖安東尼的門徒，住在距離約25英里的斯凱提斯修道院）指導下度過了人生最後的十四年。
埃瓦格里烏斯過著禁欲的生活。他每日只進食一次，不吃水果、肉類或蔬菜，也不吃任何煮熟的食物。此外，他也不沐浴。他的極端飲食習慣損害了消化系統，據推測他患有腎結石。埃瓦格里烏斯每晚僅睡數小時，並投入大量時間進行冥想和祈禱。
埃瓦格里烏斯在敘利亞東方正統教會中被尊為聖人，該教會於1月16日紀念他的節日。同樣，他也被亞美尼亞使徒教會尊為聖人，該教會於2月11日紀念他的節日。

## 著作
以下作品被認為是埃瓦格里烏斯的真實著作：
- Epistula fidei：大約於公元379年在君士坦丁堡寫成，可能是埃瓦格里烏斯最早的出版作品。
- Rerum monachialum rationes：也是早期作品之一，創作於埃瓦格里烏斯在埃及期間。
- Tractatus ad Eulogium： （獻給修士尤洛吉烏斯的論述 / 致尤洛吉烏斯）也是早期作品。
- The Praktikos
- The Gnostikos
- Kephalaia Gnostica：（靈知之章 / 靈知問題）
- De oratione ：（祈禱篇章 = 關於祈禱的章節）包含一篇序言及153個章節。
- Antirrhetikos：（反駁論），列出487個誘惑並將它們歸為八種邪惡的思想，目前僅存敘利亞語和亞美尼亞語版本。[8]
- Institutio ad monachos ：（致修士的勸誡）
- Sentences for Monks：（給修士的格言）
- Ad virginem ：（致貞女的勸誡）
- Hypotyposis
- De diversis malignis cogitationibus：（論各種邪惡思想）
- De magistris et disciplulis：（關於師徒）
- Treatise on Various Evil Thoughts (Capita Cognoscitiva，認識邪念之章)
- Protrepticus：（勸導篇）
- Paraeneticus：（訓誨篇）
- The Chapters of the Disciples of Evagrius：（埃瓦格里烏斯弟子之章）
- 62 letters：62封書信
- 各種《註解》包括：
  - 《詩篇註解》
  - 《箴言註解》
  - 《傳道書註解》
  - 《約伯記註解》
- 聖經評論
  - 《詩篇評論》
  - 《De Seraphim》 （關於以賽亞的異象）
  - 《De Cherubim》 （關於以西結的異象）
  - 《主禱文評論》
  - 各種禁欲主義論述：《正義與完美論》

- 儘管被歸於埃瓦格里烏斯名下，以下兩部作品的真實性被認為是存疑的：[7]

- De Malignis Cogitationibus《邪念論》
- Collections of Sentences《格言集》

## 教導
邏輯學
研究中最突出的特點是一套分類各種誘惑形式的系統。公元375年，埃瓦格里烏斯列出了一份由八種邪惡思想（λογισμοὶ）或八種可怕的誘惑組成的完整清單，所有的罪行行為皆源於此。此清單旨在起診斷作用，以幫助讀者辨識誘惑的過程，了解自己的長處與弱點，並提供克服誘惑的解決之道。
埃瓦格里烏斯表示：「所有思想的開端是自愛之念；隨後便是八種。」
這八種邪惡思想模式為：貪食、淫欲、貪婪、憂愁、慵懶（acedia，意指沮喪或精神懈怠）、憤怒、虛榮和驕傲。埃瓦格里烏斯的八種標準邪惡思想的希臘語和敘利亞語詞彙如下：
| 中文 | 希臘文       | 敍利亞文      |
| ---- | ------------ | ------------- |
| 暴食 | gastrimargia | la‘buthā      |
| 性慾 | porneia      | zāniuthā      |
| 貪錢 | philargyria  | rehmat kespā  |
| 悲傷 | lypē         | ‘aqthā        |
| 憤怒 | orgē         | rugzā / rigzā |
| 慵懶 | akēdia       | ma’inuthā     |
| 虛榮 | kenodoxia    | šubḥā sriqā   |
| 自豪 | hyperēphania | rmúthā        |

約兩個世紀後，即公元590年，教宗額我略一世對這一清單進行了修改，形成了更為人熟知的「七宗罪」。在他的版本中，教宗額我略一世將怠惰（acedia，沮喪）與憂愁（tristitia）結合，稱之為「懶惰之罪」；虛榮與驕傲合併，並新增了「嫉妒」，形成「七宗罪」的清單。
無欲（Apatheia）
在埃瓦格里烏斯的時代，希臘詞「apatheia」指的是一種無激情的狀態。埃瓦格里烏斯寫道：「一個被鎖鏈束縛的人無法奔跑。同樣地，心靈若被激情奴役，也無法看到靈性禱告的境地。它會被充滿激情的思想拖拽和搖動，無法穩固安寧。」
淚水
埃瓦格里烏斯認為，淚水是真正悔改的最高標誌，並教導說，即便持續幾日的哭泣，也能使人敞開心靈，接近上帝。

## 後世的聲譽與影響
異端指控
即使在他所處的時代，埃瓦格里烏斯的觀點也曾受到批評。公元400年在尼特里亞沙漠爆發了一場有關如何理解上帝的爭論，爭論的一方受奧利金主義影響。雖然埃瓦格里烏斯並未在這場爭論中被提及，但在415年，聖傑羅姆的《第133封信》指控埃瓦格里烏斯是著名的奧利金主義者，並批評他對「無欲」的教義。
像其他的卡帕多細亞教父納齊安的格里高利和凱撒利亞的巴西流一樣，埃瓦格里烏斯也是亞歷山大的奧利金（約公元185-250年）的熱情追隨者，並進一步發展了有關人類靈魂前世、奧利金對「萬有復歸」（apocatastasis）的解釋以及上帝和基督本質的某些神秘學說。
影響
對其異端的指控意味著他許多更具探索性的著作在原始希臘文本中已佚失。然而，到六世紀時，他的許多著作已被翻譯成敘利亞語和亞美尼亞語——這些傳統不受553年大公會議決議的影響，因此這些作品得以在這些譯本中保存（其中一些六世紀的敘利亞語手稿至今仍然存在）。此外，埃瓦格里烏斯的《反駁論》還有一些粟特語的片段被重新發現。
埃瓦格里烏斯較為禁欲的作品中許多以希臘文流傳下來，主要保存在十世紀及之後的亞索斯山和其他修道中心的手稿中，但經常被歸於安卡拉的尼勒，偶爾則歸於巴西流或聖額我略·納齊安。他的註解文集被收錄於選集，有時標註正確，有時則否（其中對詩篇的註解通常歸於奧利金）。 直到二十世紀，這些禁欲著作才被正確歸屬於埃瓦格里烏斯。
在拉丁世界中，埃瓦格里烏斯的朋友魯菲努斯已知在五世紀初將其幾部作品譯成拉丁文，幾十年後馬賽的根拿丟又翻譯了其他作品。雖然這些是埃瓦格里烏斯作品的首批譯本，但已全部失傳；僅有後期的拉丁版本保存了兩本箴言集（《修士格言集》和《致貞女的格言》）以及《論八種邪靈》。這些箴言在本篤會圈子中頗為流行，反諷地被歸於「主教埃瓦格里烏斯」。而後者文本則一直被歸於尼勒。
埃瓦格里烏斯的影響在間接的形式中更為顯著。在拜占庭修道主義的希臘文獻中，埃瓦格里烏斯的思想明顯體現在福提克的迪奧多科斯、宣信者馬克西姆、大馬士革的聖約翰、新神學家西默翁和格雷格利烏斯·帕拉瑪斯的作品中。埃瓦格里烏斯思想在敘利亞世界的全面開花體現在尼尼微人以撒的靈修著作中，他嚴重依賴伊瓦格裡烏斯在激情和祈禱方面的教導。 在拉丁世界中，埃瓦格里烏斯的影響體現於他的忠實弟子約翰·卡西安的傳承與推廣，卡西安保留並傳播了埃瓦格里烏斯有關修道生活階段、三分人類學及八種思想的基本教義（雖然卡西安從未提及埃瓦格里烏斯之名，因為他的名聲已然受損）。通過卡西安，埃瓦格里烏斯的思想傳遞至教宗額我略一世，埃瓦格里烏斯的「八種邪惡思想」之體系變化為現今著名的「七宗罪」列表。